# Eduardo I de Inglaterra
Eduardo I (17 de junho de 1239 – 7 de julho de 1307), chamado de Eduardo Pernas Longas e o Martelo dos Escoceses, foi o Rei da Inglaterra de 1272 até sua morte. Primeiro filho de Henrique III e Leonor da Provença, Eduardo se envolveu desde cedo nas intrigas políticas do reinado do pai, que incluíram uma rebelião dos barões ingleses. Ele brevemente ficou do lado do movimento de reforma baronial em 1259, apoiando as Provisões de Oxford. Depois de se reconciliar com Henrique, Eduardo permaneceu leal durante o subsequente conflito armado, conhecido como a Segunda Guerra dos Barões. Foi feito prisioneiro pelos barões na Batalha de Lewes, porém escapou alguns meses depois e juntou-se a luta contra Simão de Montfort. Montfort foi derrotado na Batalha de Evesham em 1265 e a rebelião foi suprimida em dois anos. Com a Inglaterra em paz, Eduardo partiu em cruzada para a Terra Santa. Ele realizou pouco e estava voltando para casa em 1272 ao ser informado da morte de Henrique. Eduardo voltou devagar e chegou na Inglaterra em 1274, sendo coroado em 19 de agosto.
Ele passou grande parte de seu reinado reformando a administração real e o direito comum. Através de extensos inquéritos, Eduardo investigou a duração de várias liberdades feudais ao mesmo tempo que reformava as leis sobre criminalidade e propriedade por meio de estatutos reguladores. Porém, cada vez mais o rei focou sua atenção em assuntos militares. Depois de suprimir uma pequena rebelião em Gales entre 1276 e 1277, Eduardo respondeu a um segunda revolta com uma grande guerra de conquista. Ele subjugou Gales à Inglaterra, construiu vários castelos e cidades no campo e os povoou com ingleses. Em seguida, Eduardo direcionou seus esforços contra a Escócia. Convidado inicialmente para arbitrar uma disputa sucessória, ele reivindicou suserania feudal sobre o reino. Os escoceses venceram a guerra, mesmo com a vitória inglesa sendo aparente em vários momentos. Ao mesmo tempo existiam problemas internos. Suas extensas campanhas militares forçaram um grande aumentos nos impostos na década de 1290 e Eduardo enfrentou oposição popular e eclesiástica. As crises inicialmente foram evitadas, porém questões ficaram sem resolução. Quando morreu em 1307, ele deixou para seu filho Eduardo II uma guerra contra a Escócia e muitos problemas financeiros e políticos.
Eduardo era alto para sua época, dai seu apelido "Pernas Longas". Era temperamental e isso, junto com sua estatura, o transformavam em um homem intimidador, frequentemente inspirando medo em seus contemporâneos. Mesmo assim, era respeitado por seus súditos pelo modo que personificava o ideal medieval de rei: soldado, administrador e homem de fé. Historiadores modernos estão divididos sobre sua avaliação como governante: enquanto alguns o elogiaram por sua contribuição às leis e administração, outros criticaram suas atitudes sem compromisso com a nobreza. Atualmente, Eduardo é creditado por muitas realizações durante seu reinado, incluindo restaurar a autoridade real após o reinado de seu pai, estabelecer o parlamento como uma instituição permanente e, assim, também um sistema funcional para a arrecadação de impostos, reformando leis através de estatutos. Ao mesmo tempo, ele é frequentemente criticado por outras ações, como seu brutal tratamento dos escoceses e publicação do Édito de Expulsão em 1290, em que os judeus foram expulsos da Inglaterra. O édito permaneceu em efeito pelo restante da Idade Média, sendo formalmente anulado por Oliver Cromwell mais de 350 anos depois em 1656.

## Início de vida

### Infância e casamento

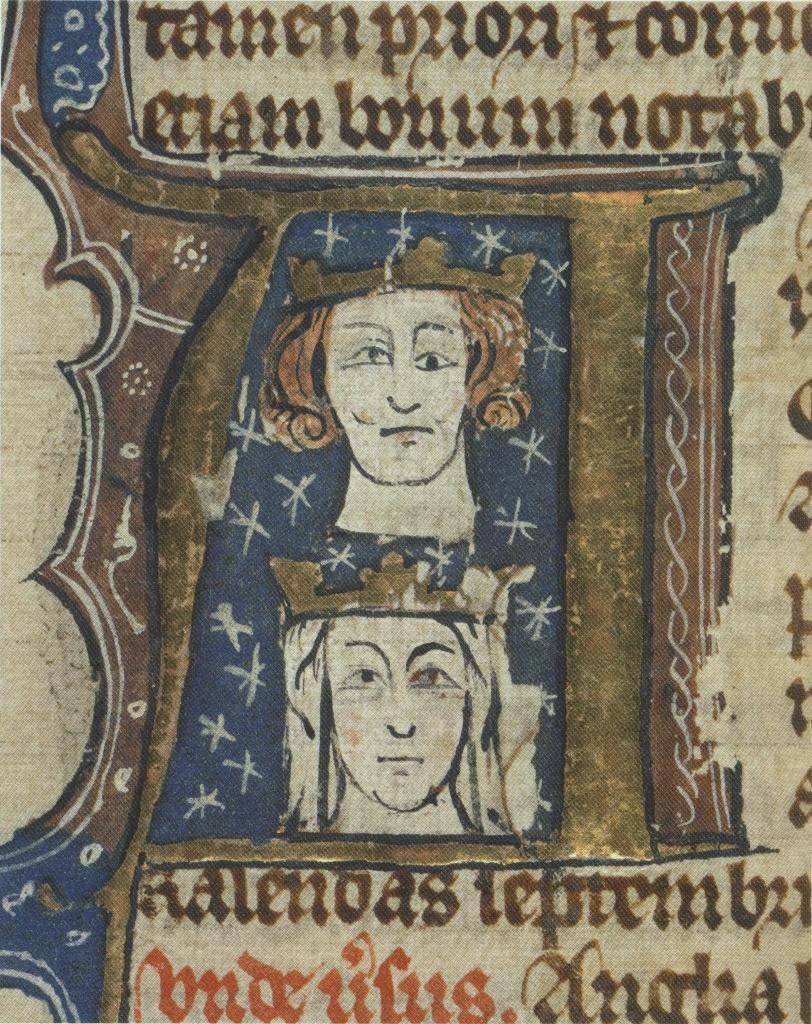
Manuscrito do século XIV de Eduardo e sua esposa Leonor. O artista talvez tenha tentado representar a ptose dele, característica que herdou de seu pai.

Eduardo nasceu no Palácio de Westminster, Londres, na noite de 17 de junho de 1239, filho do rei Henrique III de Inglaterra e sua esposa Leonor da Provença. Eduardo é um nome anglo-saxão, assim sendo não era comumente dado entre a aristocracia inglesa depois da conquista normanda, porém Henrique era muito devoto de Eduardo, o Confessor, e decidiu nomear seu primeiro filho em homenagem ao rei santo. Dentre seus amigos de infância estava Henrique de Almain, filho de seu tio Ricardo, 1.º Conde da Cornualha. Ele permaneceria um amigo próximo de Eduardo, tanto através da guerra civil que se seguiu quanto da posterior cruzada. Eduardo ficou aos cuidados de Hugo Giffard, pai do futuro chanceler Godofredo Giffard, até ele morrer em 1246, quando foi substituído por Bartolomeu Pecche.
Existiram preocupações sobre sua saúde quando Eduardo era criança, com ele adoecendo em 1246, 1247 e 1251. Mesmo assim, acabou se tornando um homem imponente: seus 1,88 m de altura lhe faziam mais alto que a grande maioria de seus contemporâneos, e assim Eduardo acabou ganhando seu epíteto de "Pernas Longas". O historiador Michael Prestwich afirma que seus "braços longos lhe deram vantagem como espadachim, coxas longas como cavaleiro. Na juventude seu cabelo encaracolado era loiro; na maturidade escureceu e na velhice ficou branco. Suas características eram marcadas pela queda da pálpebra esquerda. Seu discurso, apesar de balbuciador, dizia-se ser persuasivo".
Em 1254, o temor de uma invasão castelhana na então província inglesa da Gasconha, no continente, fez o rei Henrique arranjar um casamento potencialmente vantajoso entre seu filho de catorze anos e Leonor, meia-irmã do rei Afonso X de Castela. Eduardo e Leonor se casaram no dia 1 de novembro de 1254 no Mosteiro de Las Huelgas em Castela. Ele recebeu terras de valor anual de quinze mil marcos como parte do acordo de casamento. Apesar do dote que Henrique conseguiu ter sido considerável, ele oferecia pouca independência para Eduardo. Ele já havia recebido em 1249 a Gasconha, porém Simão de Montfort, 6.° Conde de Leicester havia sido nomeado tenente real no ano anterior e consequentemente ficou com a renda da terra, então na prática Eduardo não possuía a autoridade nem os lucros da província. A concessão que conseguiu em 1254 incluía boa parte da Irlanda, além de vastas terras em Gales e na Inglaterra, incluindo o Condado de Chester, porém o rei manteve boa parte do controle das terras em questão, principalmente na Irlanda, então o poder de Eduardo ficava limitado lá também, com Henrique recebendo a maioria das rendas.
Eduardo ficou sob a influência, entre 1254 e 1257, dos parentes de sua mãe, conhecidos como saboianos, com o mais notável sendo Pedro II, Conde de Saboia e tio da rainha. Eduardo ficou cada vez mais próximo das facções lusinhã e poitevina depois de 1257 – os meio-irmãos de Henrique – liderados por homens como Guilherme de Valence, 1.º Conde de Pembroke. Essa associação foi significante já que os dois grupos de estrangeiros privilegiados eram ressentidos pela aristocracia inglesa, se tornando o centro do movimento baronial de reforma que se seguiu. Havia relatos de condutas indisciplinadas e violentas por parte de Eduardo e dos Lusinhão, levantando questões sobre as qualidades pessoais do herdeiro do trono. Os anos seguintes acabariam por formar o caráter de Eduardo.

### Primeiras ambições
Eduardo mostrava independência política desde 1255, quando se aliou com a família Soler na Gasconha no conflito existente entre os Soler e os Colomb. Isso ia de encontro com a política de seu pai de mediação entre as facções locais. Um grupo de magnatas escreveu um documento em maio de 1258 para reformar o governo real – as chamadas Provisões de Oxford – principalmente contra os Lusinhão. Eduardo ficou do lado de seus aliados políticos e se opôs fortemente às provisões. Entretanto, o movimento conseguiu limitar a influência dos estrangeiros e gradualmente a atitude de Eduardo mudou. Ele entrou em uma aliança formal com Ricardo de Clare, 6.º Conde de Gloucester e um dos principais reformistas, em março de 1259. Então em 15 de outubro anunciou que apoiava os objetivos dos barões e seu líder, Simão de Montfort.
O motivo da mudança de atitude de Eduardo pode ter sido puramente pragmático; Simão estava em melhor posição para apoiar sua causa na Gasconha. Seu comportamento virou pura insubordinação quando o rei foi para a França em novembro. Ele fez várias nomeações para avançar a causa dos reformistas, fazendo com que Henrique acreditasse que seu filho estava considerando um golpe de estado. O rei inicialmente se recusou a ver Eduardo depois de voltar da França, porém os dois se reconciliaram depois de mediações de Ricardo da Cornualha e de Bonifácio de Saboia, o Arcebispo da Cantuária. Eduardo foi enviado para o exterior e se uniu novamente aos Lusinhão em novembro de 1260, que estavam exilados em território francês.
Eduardo voltou para a Inglaterra e se desentendeu com alguns de seus antigos aliados Lusinhão no início de 1262 por questões financeiras. Henrique o enviou no ano seguinte em uma campanha em Gales contra Llywelyn ap Gruffudd, porém teve resultados limitados. Simão estava longe da Inglaterra desde 1261, porém retornou por volta da mesma época e reiniciou o movimento baronial de reforma. Foi nesse momento importantíssimo que Eduardo começou a assumir o controle da situação, já que o rei parecia estar disposto a ceder para as exigências dos barões. Considerando que tinha sido até aquele momento imprevisível e equivocado, a partir de então ele permaneceu firmemente dedicado a proteger os direitos reais de seu pai. Ele se reuniu com alguns dos homens que havia alienado no ano anterior – dentre os quais estavam seu amigo de infância Henrique de Almain e também João de Warenne, 6.º Conde de Surrey– e tomou o Castelo de Windsor dos rebeldes. Um acordo foi alcançado entre os dois lados através da arbitração do rei Luís IX de França. O Mise de Amiens era bem favorável aos realistas, algo que acabou plantando as sementes para o conflito subsequente.

## Guerra civil e cruzadas

### Segunda Guerra dos Barões
A Segunda Guerra dos Barões ocorreu entre os anos de 1264 e 1267, em que as forças baroniais lideradas por Simão de Montfort lutaram contra aqueles que permaneciam leais a Henrique. A primeira cena de batalha aconteceu na cidade de Gloucester, que Eduardo conseguiu retomar do inimigo. Ele negociou uma trégua com Roberto de Ferrers, 6.º Conde de Derby, quando este veio ajudar os rebeldes, um acordo que ele mais tarde quebrou. Eduardo então capturou Northampton do filho de Simão, também chamado Simão, embarcando em seguida numa campanha retaliatória contra as terras de Roberto. As forças baroniais e realistas se enfrentaram finalmente na Batalha de Lewes em 14 de maio de 1264. Eduardo comandou a ala direita e foi bem, logo derrotando o contingente londrino das forças de Simão. Entretanto, ele insensatamente seguiu o inimigo disperso e ao retornar descobriu que o restante de seu exército havia sido derrotado. Eduardo e seu amigo Henrique de Almain foram entregues como reféns ao inimigo como parte de um acordo chamado Mise de Lewes.

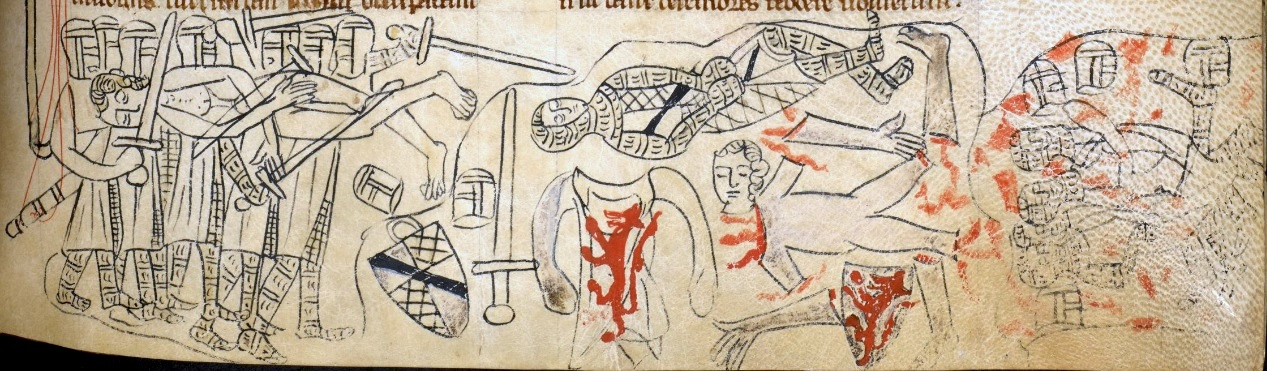
Manuscrito medieval mostrando a mutilação de Simão na Batalha de Evesham.

Eduardo permaneceu em cativeiro até março, sendo mantido sob estreita vigilância mesmo depois de sua soltura. Ele conseguiu escapar de seus captores em 28 de maio e se junto às forças de Gilberto de Clare, 7.º Conde de Gloucester, que havia desertado para o lado do rei.
O apoio de Simão estava diminuindo e Eduardo retomou Worcester e Gloucester com relativa facilidade e pouco esforço. Enquanto isso, Simão fez uma aliança com Llywelyn e começou a ir para oeste a fim de se juntar às forças de seu filho Simão. Eduardo conseguiu realizar um ataque surpresa no Castelo de Kenilworth, onde o jovem Simão foi esquartejado, e depois prosseguiu para atacar o pai. As duas forças se encontraram na segunda grande batalha da Guerra dos Barões, a Batalha de Evesham no dia 4 de agosto de 1265. Simão teve poucas chances contra as superiores forças reais, sendo morto e mutilado depois da batalha.
Eduardo ganhou a reputação de desonesto através de episódios como a enganação de Roberto em Gloucester. Porém, ele começou a aprender com seus erros durante a campanha do verão e passou a agir de modo a ganhar o respeito e admiração de seus contemporâneos. A guerra não acabou com a morte de Simão e Eduardo participou das campanhas que se seguiram. No Natal, ele chegou a um acordo com Simão de Montfort, o Jovem, e seus associados na ilha de Axholme, Lincolnshire, liderando em março um ataque bem sucedido aos Cinque Ports. Um contingente de rebeldes manteve o praticamente inexpugnável Castelo de Kenilworth e não se renderam até a assinatura do conciliatório Dictum de Kenilworth. Em abril parecia que se Roberto tomasse a causa reformista a guerra civil continuaria, porém os dois lados chegaram a um acordo depois da renegociações dos termos do Dictum de Kenilworth. Entretanto, Eduardo esteve pouco envolvido nas negociações de pós-guerra; nesse momento seu principal foco estava no planejamento de sua cruzada.

### Cruzadas e ascensão

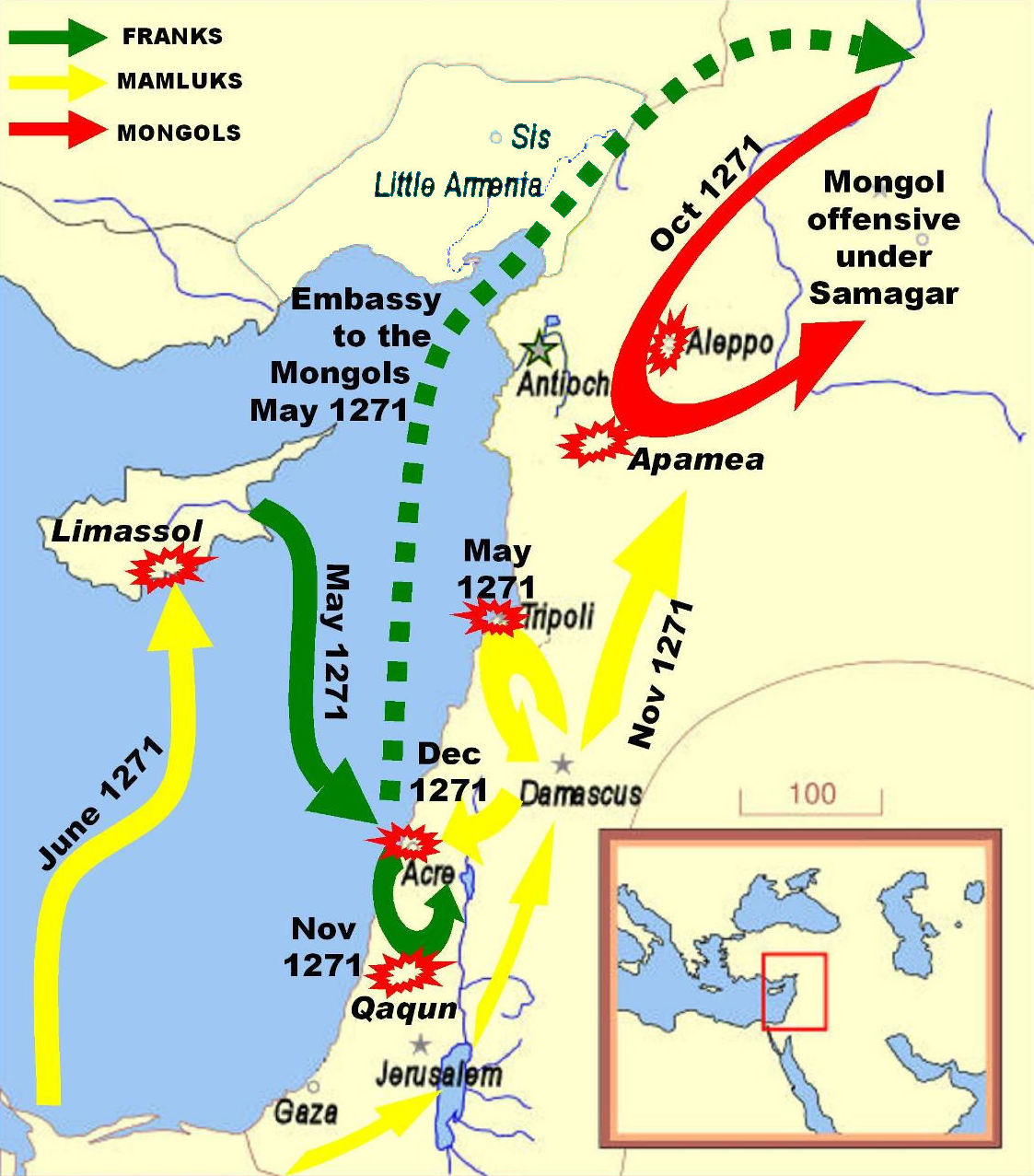
Operações de Eduardo durante a Nona Cruzada.

Eduardo assumiu a cruz das cruzadas em 24 de junho de 1268 durante uma elaborada cerimônia junto de Henrique de Almain e seu irmão Edmundo, 1.º Conde de Lencastre. Alguns de seus antigos adversários se comprometeram com a Nona Cruzada – como Ricardo de Clare, que no final acabou não participando. Com o país em paz, o maior impedimento do projeto era alcançar seu financiamento. Luís IX, que era o líder da cruzada, fez um empréstimo de 17,5 mil libras. Porém não foi o suficiente; o restante teve de ser arrecadado através de um imposto nos laicatos, que não eram taxados desde 1237. O parlamento aprovou em maio de 1270 um imposto de um vigésimo, em troca Henrique concordou em reafirmar a Magna Carta e impor restrições nos empréstimos dos judeus. Eduardo partiu de Dover para a França em 20 de agosto. Historiadores não conseguiram determinar com certeza o tamanho da força, porém Eduardo provavelmente levou consigo 225 cavaleiros e no total menos de mil homens.
Os cruzados originalmente tinham a intenção de libertar o sitiado forte cristão de Acre, porém Luís se desviou para Tunes. O rei francês e seu irmão Carlos de Anjou haviam decidido atacar o emirado para estabelecer um forte cristão no Norte da África. Os planos falharam quando as forças francesas foram afligidas em 25 de agosto por uma epidemia, tirando a vida do próprio Luís. Carlos já havia assinado um acordo com o emir na época que Eduardo chegou a Tunes, não havendo nada além de voltar para a Sicília. A cruzada foi adiada até a primavera seguinte, porém uma tempestade devastadora na costa da Sicília dissuadiu Carlos e Filipe III, sucessor de Luís, de uma nova campanha. Eduardo decidiu continuar sozinho, finalmente chegando em Acre no dia 9 de maio de 1271.
A situação da Terra Santa nessa época era precária para os cristãos. Jerusalém havia caído em 1244, com Acre passando a ser o centro do estado cristão. Os estados muçulmanos estavam ofensivos sob a liderança de Baibars, e agora ameaçavam Acre. Apesar dos homens de Eduardo terem sido uma adição importante para a guarnição, eles tinham poucas chances contra as força superiores de Baibars, e um ataque em junho a São Jorge-de-Lebeyne foi em grande parte inútil. Uma embaixada no Ilcanato de Abaca ajudou a trazer um ataque mongol a Alepo no norte, distraindo as forças de Baibars. Eduardo liderou em novembro um ataque contra Qaqun, porém tanto seu ataque quanto a invasão mongol falharam. As coisas pareciam estar cada vez mais desesperadoras quando Hugo III do Chipre, rei nominal da Jerusalém, assinou em maio de 1272 um trégua de dez anos com os muçulmanos. Eduardo foi contra, porém um ataque em junho de um assassino muçulmano o forçou a abandonar a campanha. Apesar de ter conseguido matar o assassino, foi atingido no braço por um adaga possivelmente envenenada e ficou muito enfraquecido nos meses seguintes.
Eduardo deixou Acre apenas no dia 24 de setembro. Ao chegar à Sicília, recebeu a notícia que seu pai havia morrido no dia 16 de novembro. Eduardo ficou muito triste, porém fez uma viagem vagarosa de volta para casa ao invés de se apressar. Isso se deu parcialmente por sua saúde ainda não estar perfeita, mas também pela falta de urgência. A situação política na Inglaterra estava estável depois de mudanças no meio do século e Eduardo foi proclamado rei logo após a morte de Henrique, e não durante sua coroação como era o costume. O reino foi governado na ausência do novo rei por um conselho real liderado pelo bispo Roberto Burnell. Ele fez uma longa jornada passando pela península Itálica e pela França, visitando o Papa Gregório X e suprimindo uma rebelião na Gasconha entre outras coisas. Ele chegou à Inglaterra apenas em 2 de agosto de 1274, sendo coroado no dia 19.

## Início de reinado

### Guerras galesas

#### Conquista

Gales depois do Tratado de Montgomery em 1267.
Principado de Llywelyn ap Gruffudd
Territórios conquistados por Llywelyn
Territórios dos vassalos de Llywelyn
Senhorios dos barões das Bordas
Senhorios do rei da Inglaterra

Llywelyn ap Gruffudd conseguiu uma situação muito vantajosa depois da Guerra dos Barões. Com o Tratado de Montgomery de 1267 ele obteve oficialmente as terras que havia conquistado em Perfeddwlad e teve seu título de Príncipe de Gales reconhecido. Mesmo assim os conflitos armados continuaram, particularmente contra Lordes das Bordas insatisfeitos, como Gilberto de Clare, 7.º Conde de Gloucester, Rogério Mortimer, 1.º Barão Mortimer, e Humberto de Bohun, 3.º Conde de Hereford. Os problemas pioraram em 1274 quando Gruffydd ap Gwenwynwyn e Dafydd ap Gruffydd, irmão de Llywelyn, deserdaram para a Inglaterra depois de falharem em uma tentativa de assassinato ao príncipe. Llywelyn recusou-se a prestar homenagem a Eduardo por causa das hostilidades e o fato do rei estar abrigando seus inimigos. Uma nova provocação contra Eduardo veio quando o príncipe planejou se casar com Leonor, filha de Simão de Montfort.
A guerra foi declarada em novembro de 1276. Operações iniciais foram lançadas sob a liderança de Rogério, Edmundo irmão de Eduardo e Guilherme de Beauchamp, 9.º Conde de Warwick. O apoio a Llywelyn era fraco até entre seus conterrâneos. Eduardo invadiu em julho de 1277 com uma força de 15.500, dos quais nove mil eram galeses. A campanha nunca chegou a uma grande batalha porque o príncipe logo percebeu que não tinha outra escolha além de se render. Pelo Tratado de Aberconwy assinado em novembro de 1277, Llywelyn ficou apenas com o território de Venedócia, porém lhe foi permitido manter o título de Príncipe de Gales.
A guerra estourou novamente em 1282, porém desta vez era totalmente diferente. Para os galeses era uma guerra pela identidade nacional, tendo amplo apoio provocado particularmente pelas tentativas de impor o Direito da Inglaterra sobre Gales. Ela se tornou uma guerra de conquista para Eduardo ao invés de apenas uma expedição punitiva como a campanha anterior. O conflito começou com uma rebelião de Dafydd, que estava insatisfeito com a recompensa que havia recebido do rei em 1277. Llywelyn e outros chefes galeses logo se juntaram, tendo inicialmente sucessos militares. Gilberto de Clare foi derrotado em junho na Batalha de Llandeilo Fawr. Lucas de Tany, comandante de Eduardo em Anglesey, decidiu realizar um ataque surpresa contra os galeses enquanto João Peckham, o Arcebispo da Cantuária, conduzia negociações de paz. Uma ponte flutuante havia sido construída, porém os homens de Lucas foram emboscados pouco depois de atravessá-la e sofreram grandes perdas na Batalha de Moel-y-don. Os avanços galeses terminaram em 11 de dezembro quando Llywelyn foi atraído para uma emboscada e morto na Batalha da Ponte de Orewin. A conquista de Venedócia foi completada em junho de 1283 com a captura de Dafydd, que foi levado até Shrewsbury e executado como traidor alguns meses depois.
Outras rebeliões ocorreram entre 1287–88 e uma mais séria em 1294 sob a liderança de Madog ap Llywelyn, um parente distante de Llywelyn ap Gruffudd. O último conflito exigiu a atenção pessoal do rei, porém nos dois casos as rebeliões foram suprimidas.

#### Colonização
Gales foi incorporado a Inglaterra em 1284 com o Estatuto de Rhuddlan e recebeu um sistema administrativo similar ao inglês, com os condados sendo policiados por xerifes. O direito inglês foi introduzido para casos criminais, porém os galeses receberam permissão para manterem suas próprias leis para disputas de propriedades. Eduardo embarcou em um grande projeto de colonização em Gales depois de 1277 e principalmente depois de 1283, criando novas cidades como Flint, Aberystwyth e Rhuddlan. Os novos residentes eram migrantes ingleses, com os galeses locais sendo banidos de viverem nas novas cidades, com muitas sendo protegidas por grandes muralhas.
Foi iniciado também um grande projeto de construção de castelos sob a direção do mestre Jaime de São Jorge, um arquiteto prestigiado que Eduardo havia conhecido em Saboia durante sua volta das cruzadas. Isso incluía os castelos de Beaumaris, Caernarfon, Conwy e Harlech, que serviam tanto como fortalezas quanto palácios reais. Seu programa de construção de castelos em Gales marcou a ampla introdução do uso de balestreiros nas muralhas de castelos pela Europa, inspirado em influências orientais. Outro produto das cruzadas foi o projeto de castelo concêntrico, com quatro dos oito castelos que Eduardo ergueu em Gales seguindo esse desenho. As fortificações faziam uma afirmação clara sobre as intenções do rei de governar o Norte de Gales permanentemente, usando um imagético associado ao Império Bizantino e ao Rei Artur em uma tentativa de legitimar seu novo regime.

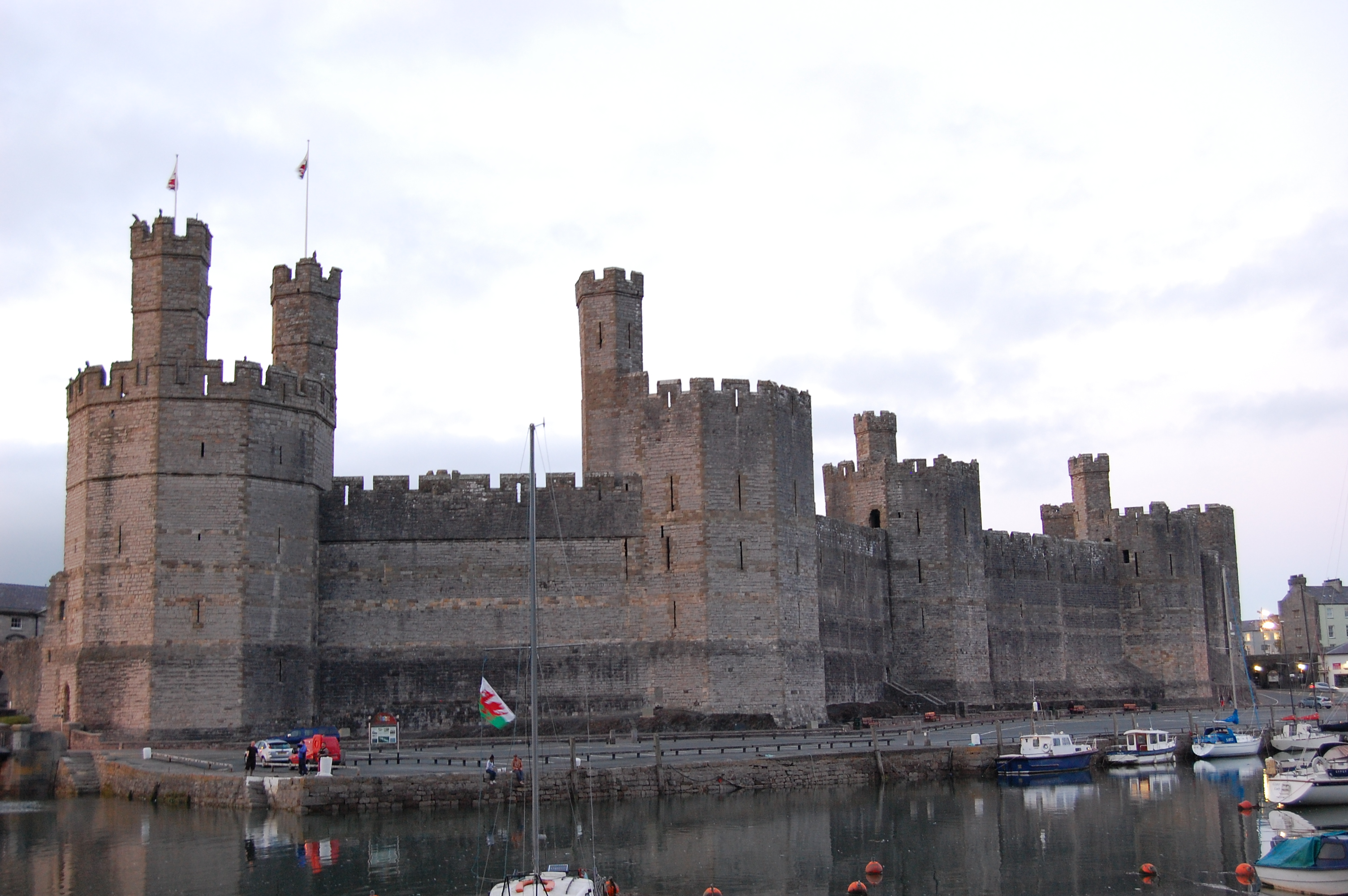
Exemplos do programa de construção de Eduardo, incluindo o exterior...
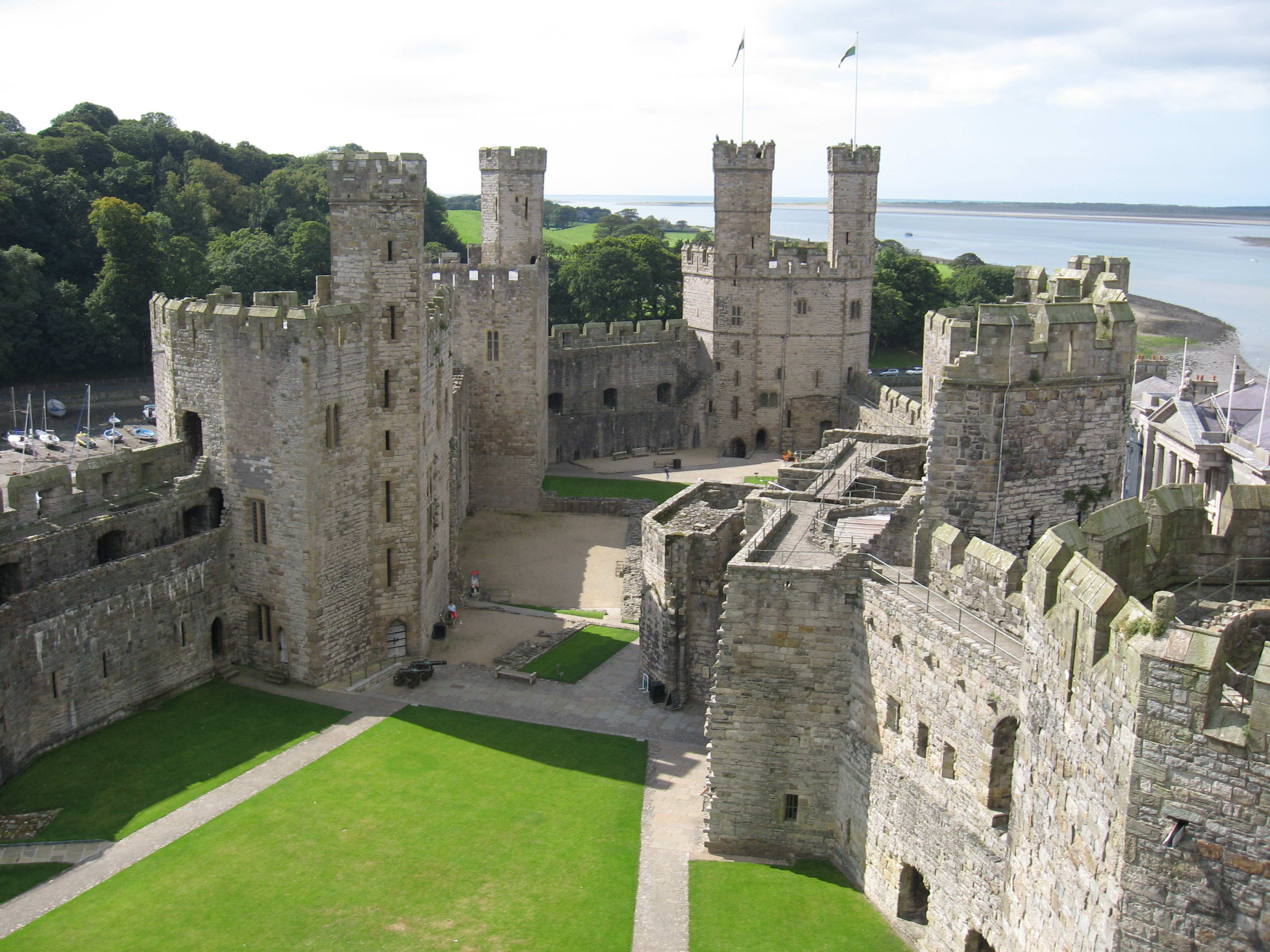
...e interior do Castelo de Caernarfon, incorporando desenhos romanos e arturianos;
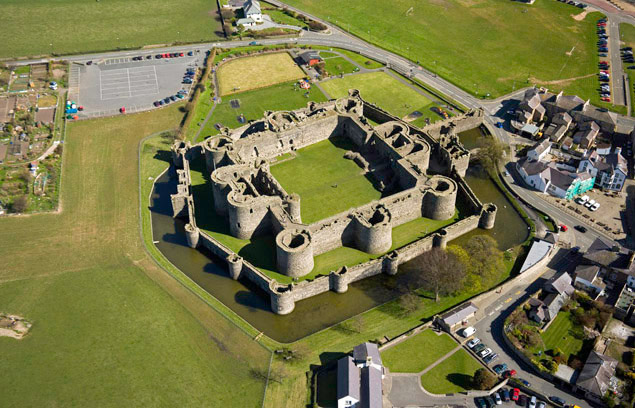
o uso de um desenho concêntrico no Castelo de Beaumaris...
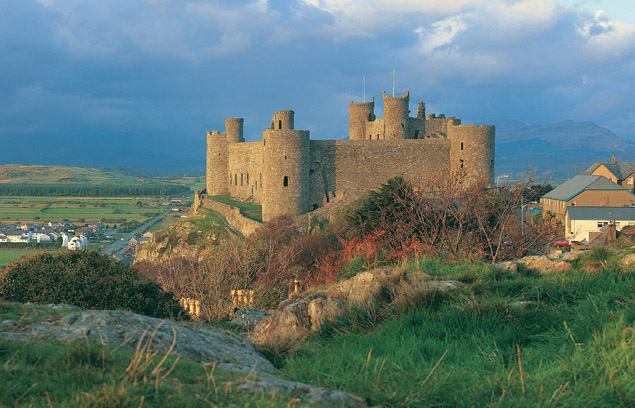
...e no Castelo de Harlech;
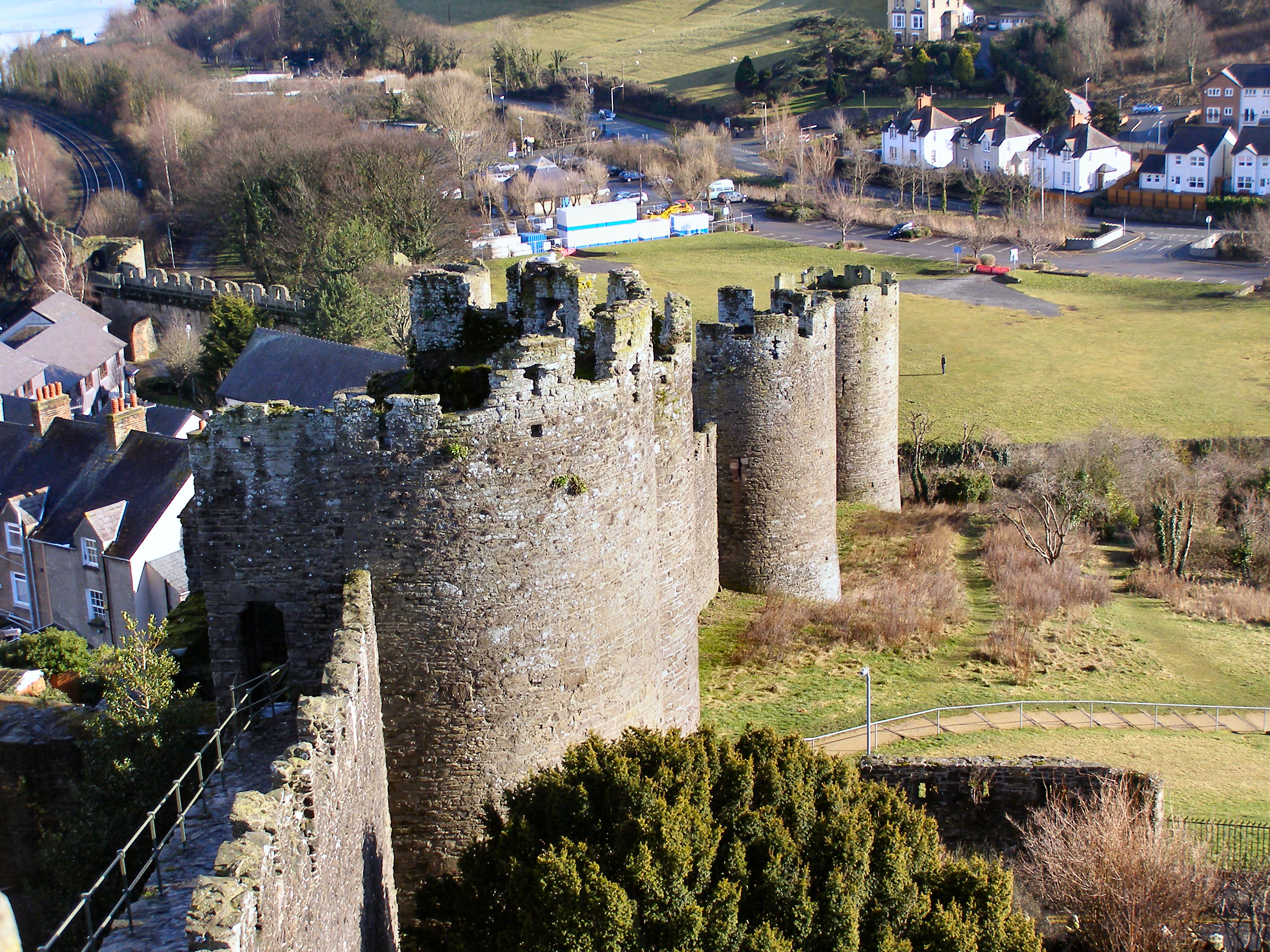
além de grandes defesas nas novas cidades, como as muralhas de Conwy.

Eduardo fez em 1284 com que seu último filho com Leonor, o futuro Eduardo II, nascesse no Castelo de Caernarfon, provavelmente para fazer uma declaração deliberada sobre a nova ordem política em Gales. David Powel, um clérigo do século XVI, sugeriu que o bebê foi oferecido aos galeses como um príncipe "que nasceu em Gales e nunca poderia falar uma palavra de inglês", porém há poucas evidências para apoiar essa afirmação. Na cidade de Lincoln em 1301, o jovem Eduardo tornou-se o primeiro príncipe inglês a ser investido como Príncipe de Gales. Ao mesmo tempo seu pai lhe conferiu o Condado de Chester e terras no Norte de Gales. O rei esperava que isso fosse ajudar na pacificação da região e daria uma maior independência financeira ao filho.

### Diplomacia e guerra

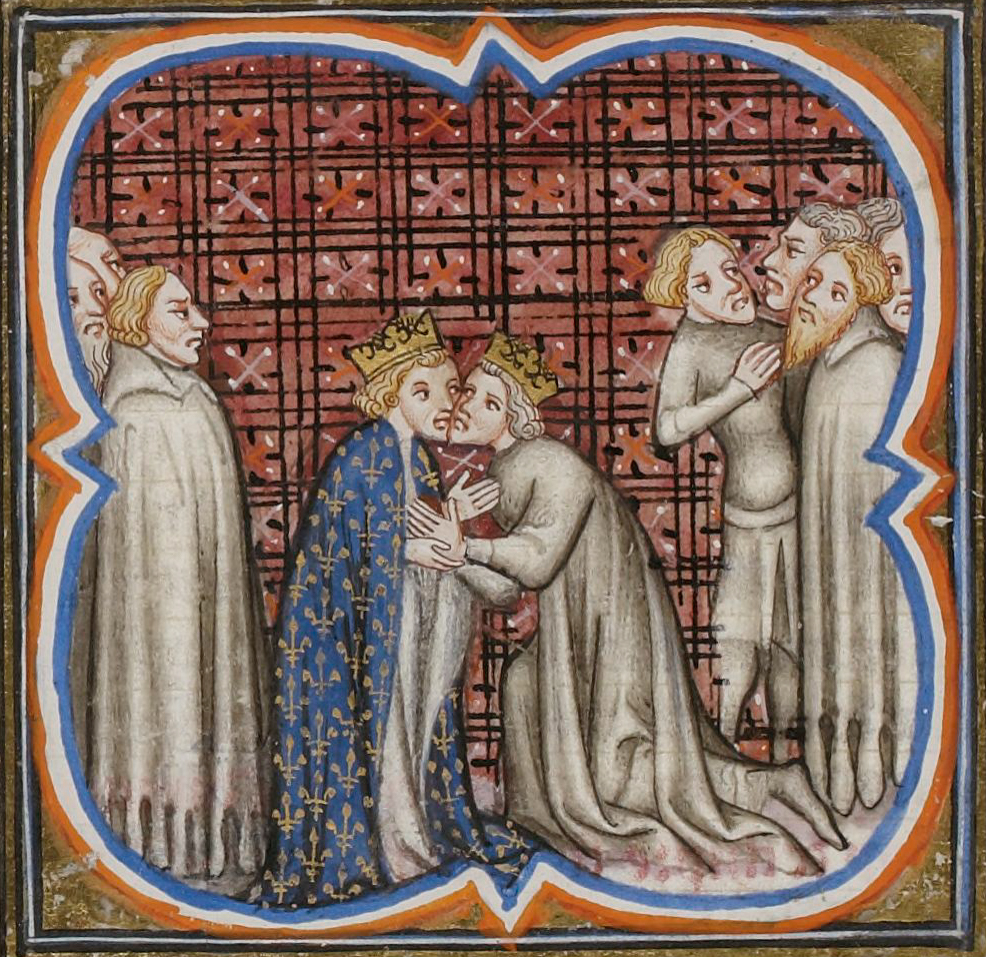
Eduardo (direita) prestando homenagem a Filipe IV.

Eduardo nunca mais partiu em uma cruzada depois de voltar para a Inglaterra em 1274, porém manteve a intenção e tomou a cruz novamente em 1287. Essa intenção guiou boa parte de sua política religiosa pelo menos até 1291. Para organizar uma cruzada era essencial impedir o conflito entre os grandes príncipes europeus do continente. Um dos maiores obstáculos era o conflito entre a francesa Casa de Anjou que governava o sul da Itália e o Reino de Aragão. Os cidadãos de Palermo rebelaram-se em 1282 contra Carlos de Anjou e pediram a ajuda de Pedro de Aragão, naquilo que ficou conhecido como Vésperas Sicilianas. Carlos de Salermo, filho de Carlos de Anjou, foi feito prisioneiro pelos aragoneses na guerra que se seguiu. Os franceses começaram a planejar um ataque contra Aragão, aumentando ainda mais as perspectivas de uma guerra continental. Era imperativo para Eduardo que tal conflito fosse evitado, e ele acabou conseguindo uma trégua entre a França e Aragão em 1286 que também ajudou na libertação de Carlos. Em relação as cruzadas, os esforços do rei inglês foram infrutíferos. Um golpe devastador para seus planos ocorreu quando os muçulmanos capturaram Acre em 1291, eliminando o último refúgio cristão da Terra Santa.
O papel internacional de Eduardo mudou após a queda de Acre de um diplomata para um antagonista. Ele sempre esteve muito envolvido nos assuntos relacionados a Gasconha. Ele encarregou uma comissão de investigação em 1278 ao seus fieis associados Oto de Grandson e o chanceler Roberto Burnell, que causou a substituição do senescal Lucas de Tany. O rei visitou a região em 1286 e ficou lá por quase três anos. O problema perene era a situação do ducado dentro do reino da França e o papel de Eduardo como vassalo do rei francês. Ele prestou homenagem ao novo rei Filipe IV de França em sua missão diplomática de 1286, porém Filipe declarou em 1294 que a Gasconha era agora sua quando Eduardo se recusou a comparecer perante ele para discutir os conflitos recentes entre marinheiros ingleses, gascões e franceses, que resultou na captura de vários navios franceses ao mesmo tempo que o porto de La Rochelle foi saqueado.
Leonor de Castela morreu em 28 de novembro de 1290. Diferentemente de outros casamentos do período, o casal se amava. Além disso, assim como seu pai, Eduardo era dedicado a esposa e foi fiel durante toda a vida de casado – uma raridade dentre os monarcas da época. Ele ficou muito abalado por sua morte. Eduardo demonstrou sua dor ao erguer doze Cruzes de Leonor, uma em cada lugar onde o cortejo funerário da rainha parou para passar a noite. Foi concordado como parte do acordo de paz com a França em 1294 que Eduardo se casaria com Margarida, a meia-irmã de Filipe IV, porém o casamento foi adiado por causa de guerras.
Eduardo forjou alianças com o rei germânico, os condes de Flandres e Guéldria e com os borgonheses, que atacariam a França pelo norte. Entretanto, as alianças mostraram-se voláteis e Eduardo enfrentou problemas internos, tanto em Gales quanto na Escócia. Foi apenas em agosto de 1297 que ele conseguiu partir para Flandres, momento em que seus aliados lá já haviam sofrido derrotas. O apoio germânico nunca se materializou e ele foi forçado a procurar a paz. Seu casamento em 1299 com Margarida terminou a guerra, porém todo o caso foi custoso e inútil para a Inglaterra.

### A Grande Causa

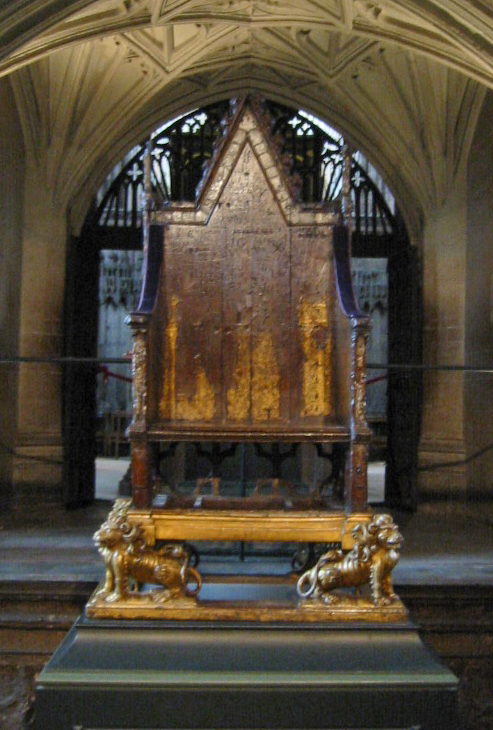
O Trono de Eduardo, o Confessor, na Abadia de Westminster. Originalmente, a Pedra do Destino ficava no vão em baixo do acento.

A relação entre as nações da Inglaterra e Escócia era de relativa coexistência harmoniosa por volta da década de 1280. A questão da homenagem não chegou ao mesmo nível de controvérsia como havia acontecido em Gales; o rei Alexandre III da Escócia prestou homenagem a Eduardo em 1278, porém aparentemente apenas para as terras que tinha na Inglaterra. Os problemas surgiram apenas no início da década de 1290 com a crise da sucessão escocesa. Os dois filhos e a filha de Alexandre morreram em rápida sucessão entre 1281 e 1284. O próprio rei morreu em 1286 e o trono da Escócia passou para a princesa Margarida da Noruega, sua neta de três anos filha de sua filha Margarida e do rei Érico II da Noruega. O Tratado de Birgham acertou que Margarida se casaria com Eduardo de Caernarfon, o filho de um ano de idade de Eduardo, porém a Escócia permaneceria livre do senhorio inglês.
Margarida, então com sete anos, partiu da Noruega para a Escócia no outono de 1290, porém adoeceu no caminho e morreu nas Órcades. Isso deixou o país sem nenhum monarca óbvio e levou a uma disputa de sucessão que entrou para a história como a Grande Causa.
Apesar de catorze reivindicantes terem se apresentado para assumir o trono, a verdadeira disputa ficou entre João Balliol e Roberto de Bruce, 5.º Lorde de Annandale. Os magnatas escoceses pediram para Eduardo arbitrar a disputa. Anteriormente em Birgham, com a perspectiva de uma futura união pessoal entre os dois reinos, a questão da suserania não havia sido de grande importância para o rei inglês. Agora Eduardo insistia que, caso realmente fosse resolver a disputa, ele deveria ser reconhecido como o senhor feudal da Escócia. Os escoceses estavam relutantes em fazer tal concessão e responderam que não havia ninguém com a autoridade de tomar essa decisão, já que o país estava sem rei. O problema foi contornado quando os competidores concordaram que o reino seria entregue a Eduardo até o herdeiro de direito ser encontrado. João Balliol foi o escolhido em 17 de novembro de 1292 depois de muitas discussões e considerações.
Eduardo continuou a assertar sua autoridade sobre a Escócia mesmo após a ascensão de Balliol. Ele concordou em ouvir apelos dos casos resolvidos pela corte de guardiões que governaram o reino durante o interregnum, mesmo com as objeções dos escoceses. Mais provocações vieram no caso de Macduff, filho de Malcolm II, Conde de Fife, em que Eduardo exigiu que Balliol comparecesse em pessoa diante do parlamento inglês para responder às acusações. O rei escocês acatou e compareceu, porém a provocação final foi a exigência de Eduardo que os magnatas escoceses oferecessem auxílio militar na guerra contra a França. Isso foi inaceitável para eles; os escoceses acabaram formando uma aliança com a própria França e lançaram um ataque mal sucedido contra Carlisle. Eduardo respondeu invadindo a Escócia em 1296 e tomando a cidade de Berwick-upon-Tweed em um ataque sangrento. A resistência escocesa foi esmagada definitivamente na Batalha de Dunbar. Eduardo confiscou a Pedra do Destino – a pedra de coroação escocesa – levando-a para Westminster e colocando no Trono de Eduardo, o Confessor; ele depôs Balliol e o fez prisioneiro na Torre de Londres, colocando ingleses para governar a Escócia. A campanha foi um sucesso, porém o triunfo inglês duraria pouco.

## Governo e leis

### Personalidade

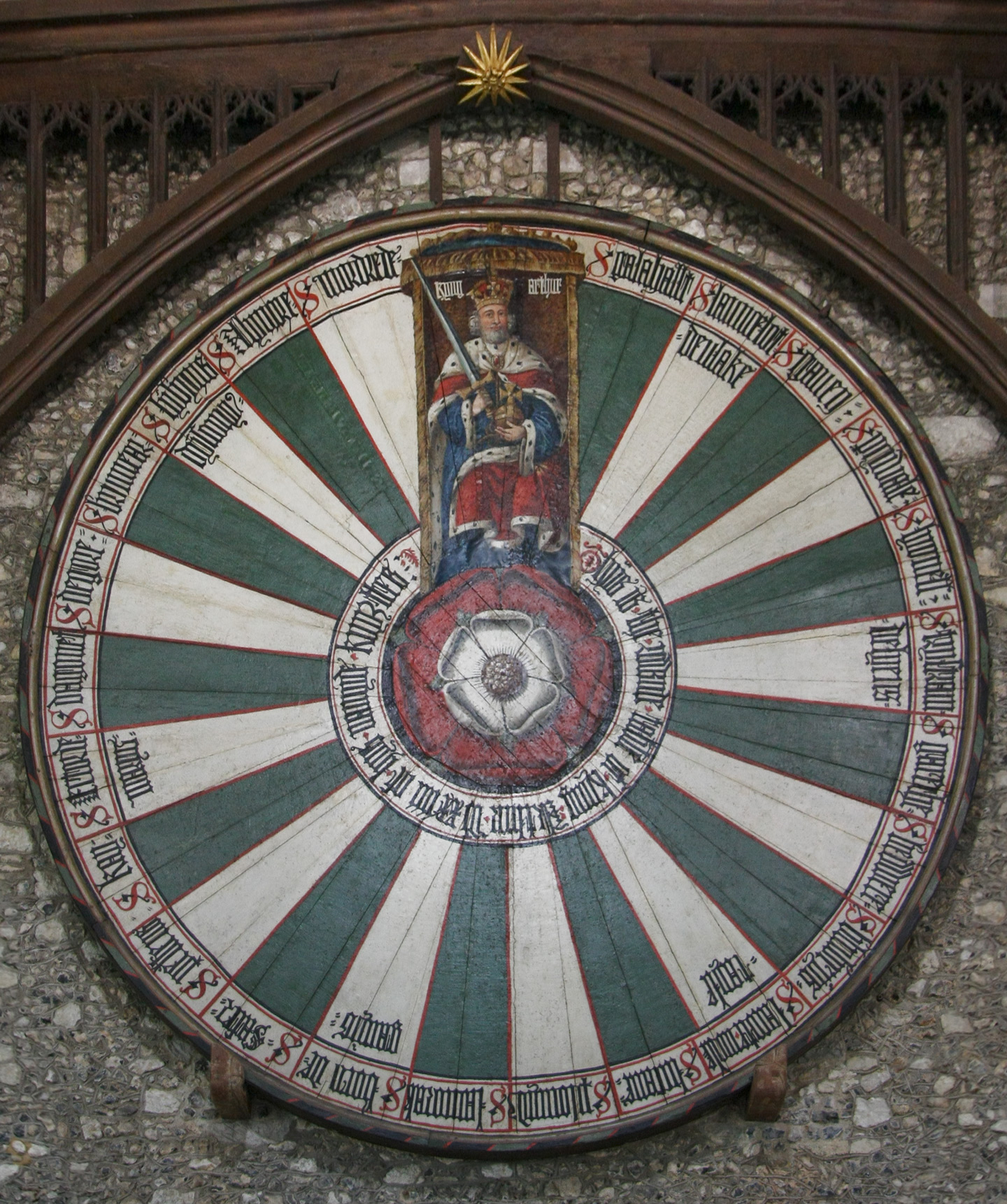
Távola redonda feita por Eduardo, hoje no Castelo de Winchester.

Eduardo tinha a reputação de ter um temperamento feroz e intimidador; uma história conta como o Dêcano de St. Paul, querendo confrontá-lo em 1295 sobre os altos impostos, desmaiou e morreu assim que esteve na presença do rei. Quando seu filho Eduardo de Caernarfon exigiu um condado para seu favorito Piers Gaveston, Eduardo explodiu de raiva e supostamente arrancou punhados de cabelo do filho. Alguns de seus contemporâneos o consideravam como assustador, particularmente no início de sua vida. A Canção de Lewes o descreve como um leopardo, um animal considerado como particularmente poderoso e imprevisível.
Entretanto, apesar das características assustadoras, contemporâneos consideravam Eduardo como um rei capaz e até mesmo ideal. Apesar de não ser amado por seus súditos, ele era temido e respeitado. Ele se encaixava nas expectativas contemporâneas em seu papel de soldado capaz e determinado, incorporando os ideais de cavalaria. Sua observação dos ritos religiosos também cumpriam as expectativas da época: ele ia regularmente a igreja e dava esmolas generosas.
Eduardo era muito interessado na histórias sobre o Rei Artur, que eram bem populares na Europa durante seu reinado. Ele visitou a Abadia de Glastonbury em 1278 para abrir uma tumba que se acreditava pertencer a Artur e Genebra, recuperando a "coroa de Artur" de Llywelyn após a conquista do Norte de Gales, enquanto seus castelos eram inspirados no mito arturiano em seu desenho e local. Eduardo realizou eventos de "Távola Redonda" em 1284 e 1302, envolvendo torneios e banquetes, com os crônicos comparando ele e seus eventos da corte a Artur. Em alguns casos o rei aparentemente usou seu interesse em mitos arturianos para seus próprios interesses políticos, incluindo a legitimação de seu domínio sobre Gales e descreditando a crença galesa que Artur poderia voltar como um salvador.

### Administração e leis

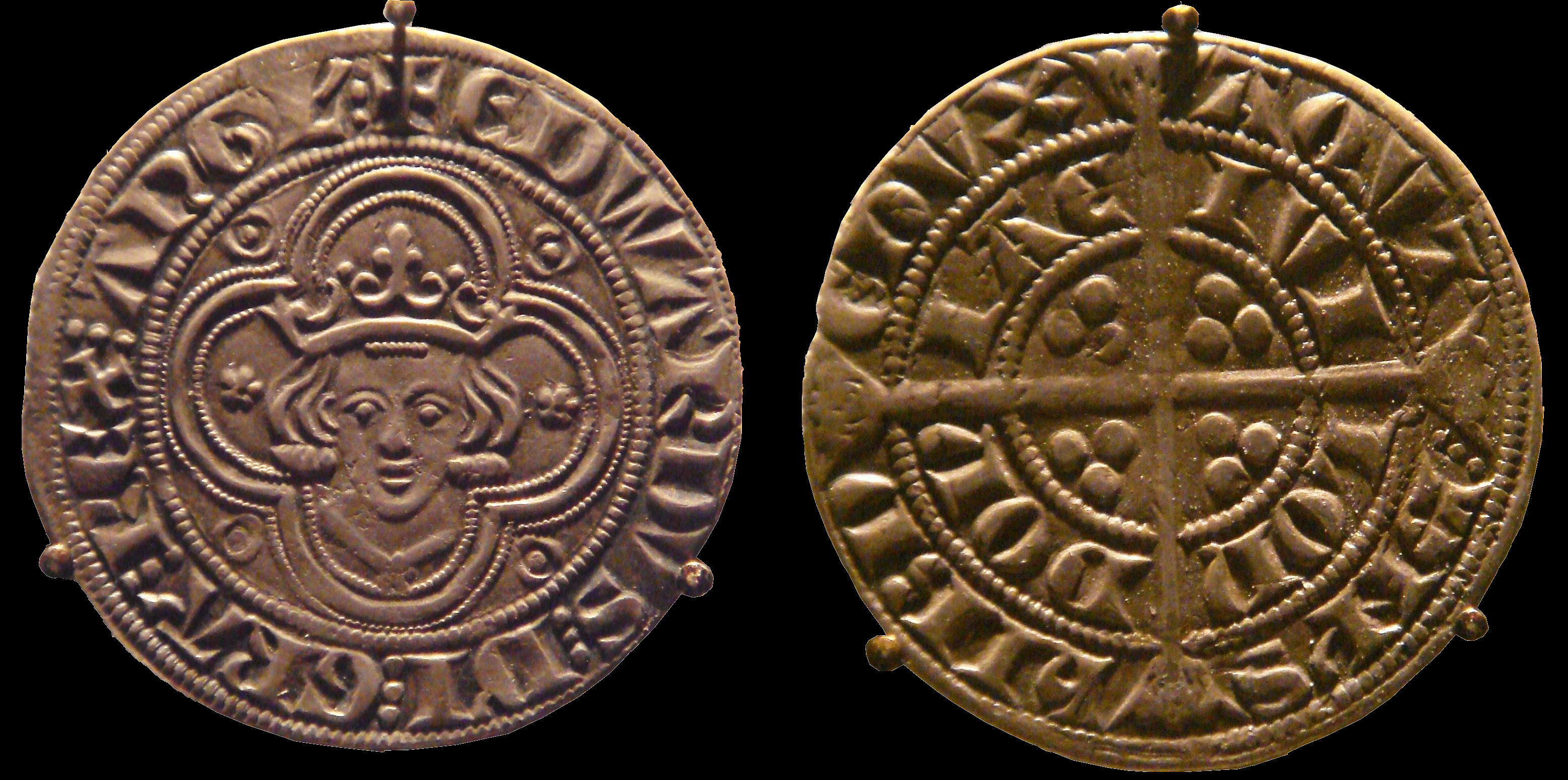
Uma moeda groat de Eduardo.

Eduardo começou a restaurar a ordem e a restabelecer a autoridade real assim que assumiu o trono depois do final de reino desastroso de seu pai. Para realizar isso ele ordenou uma grande mudança no pessoal administrativo. A mais importante alteração foi a nomeação de Roberto Burnell como chanceler, que permaneceu no posto como um dos conselheiros mais próximos do rei até 1292. Eduardo em seguida substituiu a maioria dos oficiais locais, como embargadores e xerifes. Essa medida foi uma preparação para um enorme inquérito por toda a Inglaterra, que ouviu reclamações sobre abuso de poder por oficiais reais e estabelecer quais propriedades e direitos da coroa haviam sido perdidos durante o reinado de Henrique III. O inquérito produziu os chamados Cem Rolos, a partir da subdivisão administrativa da centena.
Os Cem Rolos formaram a base para os posteriores inquéritos legais chamados de os procedimentos Quo warranto. O propósito desses inquéritos era estabelecer por qual autoridade várias liberdades de terra ocorreram. Se o acusado não conseguisse mostrar a autorização real para provar a concessão da liberdade, era então a opinião da coroa – baseada nas obras de Henrique de Bracton, um influente acadêmico jurídico do século XIII – que ela deveria voltar para as mãos do rei.
Isso causou grande consternação dentre a aristocracia, que insistia que o uso por si só constituía uma licença. Um meio termo foi alcançado em 1290, onde uma liberdade era considerada legítima contanto que pudesse ser mostrada que era exercida desde a coroação do rei Ricardo I em 1189. Os ganhos reais dos procedimentos Quo warranto foram insignificantes; poucas liberdades voltaram para o rei. Mesmo assim Eduardo conseguiu uma vitória significante, estabelecendo claramente o princípio que todos as liberdades essencialmente vinham da coroa.
O Quo warranto de 1290 era parte de um esforço legislativo muito maior, que foi uma das maiores contribuições do reinado de Eduardo. O período de reformas legislativas já havia começado na época da revolta baronial; o Estatuto de Marlborough de 1267 continha elementos tanto das Provisões de Oxford quanto do Dictum de Kenilworth. A compilação dos Cem Rolos foi seguida pouco depois em 1275 pelo Estatuto de Westminster I, que assertava a prerrogativa real e delimitava restrições nas liberdades. No Estatuto de Mortmain de 1279 a questão abordada foi as terras dadas à igreja. A primeira cláusula do Estatuto de Westminster II de 1285, conhecida como De donis conditionalibus, lidava com assentamentos familiares de terras. O Estatuto Mercante de 1285 estabeleceu regras rígidas sobre a recuperação de dívidas, enquanto o Estatuto de Winchester do mesmo ano lidava com a manutenção da paz em nível local. Quia emptores, emitido junto com Quo warranto, tinha a intenção de remediar disputas resultantes da alienação de terras pela subinfeudação. O período de grandes estatutos praticamente terminou em 1292 com a morte de Roberto Burnell.

### Economia, parlamento e judeus

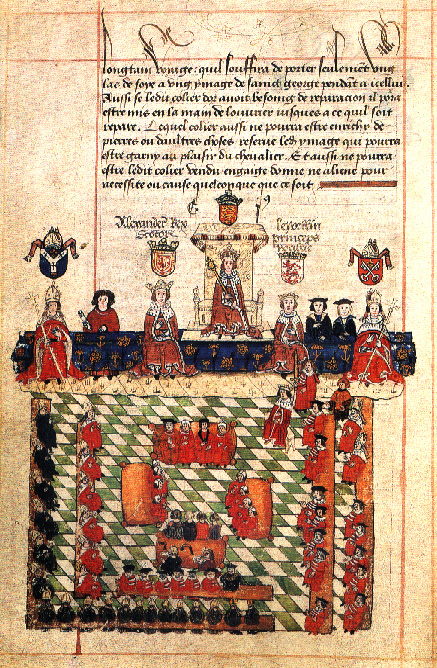
Ilustração do século XVII de Eduardo presidindo o parlamento. A cena mostra Alexandre III e Llywelyn ap Gruffudd ao lado de Eduardo, algo que nunca ocorreu.

As frequentes campanhas militares de Eduardo prejudicaram a nação economicamente. Havia vários meios pelos quais o rei podia arrecadar dinheiro para guerras, incluindo impostos, empréstimos e subsídios. Eduardo negociou um acordo em 1275 com a comunidade mercante nacional que assegurou um imposto permanente na lã. Um acordo similar foi alcançado com mercadores estrangeiros em 1303 em troca de certos privilégios e direitos. Os lucros dos impostos eram entregues aos riccardi, um grupo de banqueiros de Luca, na Península Itálica. Isso era em troca por seus serviços como agiotas para a coroa, ajudando a financiar as guerras em Gales. O rei francês confiscou os recursos dos riccardi quando começou a guerra entre a França e a Inglaterra, assim o banco faliu. Depois disso, a família Frescobaldi de Florença assumiu o papel de agiotas da coroa inglesa.
Outra fonte de renda para a coroa eram os judeus ingleses. Os judeus eram propriedade pessoal do rei e ele podia cobrar impostos do grupo como desejar. Os judeus foram tão explorados que por volta de 1280 eles já não eram mais de grande uso financeiro para a coroa, porém ainda assim podiam ser usados como barganhas políticas. Seus negócios de usura, proibidos para cristãos, deixaram muitas pessoas endividadas com eles e criou um sentimento de ressentimento geral. Eduardo havia emitido o Estatuto do Judaísmo em 1275, que criminalizava a usura e encorajava os judeus a procurarem novas profissões; ele prendeu os chefes de várias famílias judaicas em 1279 no contexto da falha do desvalorização da moeda, fazendo com que aproximadamente trezentos fossem executados. O rei mandou em 1280 que todos os judeus comparecessem a sermões especiais pregados por frades dominicanos na esperança de persuadi-los a se converterem, porém isso não aconteceu. O ataque final veio com o Édito de Expulsão de 1290, em que Eduardo formalmente expulsou todos os judeus da Inglaterra. Esse ato acabou gerando rendas a partir da apropriação de empréstimos e propriedades judaicas, e também deu ao rei capital político para negociar um subsídio considerável com o parlamento. A expulsão durou até 1656 e virou um precedente seguido por outros monarcas europeus: Filipe II de França expulsou em 1182 todos os judeus de seus territórios; João I, Duque da Bretanha, fez o mesmo em seu ducado em 1239; e Luís IX de França expulsou os judeus no final da década de 1240 de seus domínios reais antes de ir para o oriente.
Eduardo realizava parlamentos razoavelmente regulares durante seu reinado. Porém, uma mudança significativa ocorreu em 1295. Para esse parlamento, além dos lordes seculares e eclesiásticos, foram convocados dois cavaleiros vindos de cada província e dois representantes de cada bairro. Não era novo a representação dos comuns no parlamento; o que diferente era a autoridade com que esses representantes foram convocados. Enquanto os comuns anteriormente eram chamados simplesmente para concordar com decisões já tomadas pelos magnatas, agora eles deveriam se reunir com total autoridade de suas comunidades para dar parecer favorável às decisões tomadas pelo parlamento. O rei agora tinha total apoio para cobrar subsídios de toda a população. Esses subsídios eram impostos cobrados por uma determinada fração dos bens móveis de todos os homens leigos. Enquanto Henrique cobrou apenas quatro desses durante seu reinado, Eduardo cobrou nove. O formato eventualmente se tornou o padrão para todos os parlamentos, com os historiadores nomeando essa assembleia como o "Parlamento Modelo".

## Últimos anos

### Crise constitucional
As guerras incessantes da década de 1290 colocaram uma grande pressão financeira em cima dos ingleses. Enquanto Eduardo cobrou apenas três subsídios até 1294, quatro desses impostos foram cobrados nos anos de 1294–97, arrecadando mais de vinte mil libras. Junto com isso vieram a apropriação de comida, tomada de lã e couro e a cobrança de um imposto impopular sobre a lã, chamada de maltolt. As exigências fiscais do rei sobre seus súditos criaram ressentimentos, com isso eventualmente levando a uma oposição política séria. Entretanto, a resistência inicial se deu pelos subsídios clericais e não pelos subsídios leigos. Eduardo exigiu em 1294 uma subvenção de metade de todas as rendas clericais. Houve certa resistência, porém o rei respondeu ameaçando-os com criminalização e a subvenção foi concedida. O cargo de Arcebispo da Cantuária estava vago na época, já que Roberto Winchelsey estava na península Itálica para receber sua consagração. Winchelsey voltou em janeiro de 1295 e teve que concordar com outra subvenção em novembro. Porém, ele mudou de posição no ano seguinte ao receber a bula pontifícia Clericis laicos. A bula proíbia o clero de pagar impostos para autoridades leigas sem a explícita aprovação do papa. Eduardo respondeu com criminalização quando o clero seguiu a bula e se recusou a pagar. Winchelsey ficou no dilema entre sua lealdade ao rei e a defesa da bula pontifícia, decidindo deixar que cada clérigo pagasse se assim quisessem. Uma solução foi oferecida no final do ano pela nova bula Etsi de statu, que autorizava os impostos clericais em caso de grande urgência.

Eduardo
Por Deus, Senhor Conde, ou vá ou fique
Rogério Bigod
Por esse mesmo juramento, Ó Rei, eu devo nem ir nem ficar

Crônica de Valter de Guisborough
A oposição dos leigos demorou mais para aparecer. Essa resistência se focava em duas coisas: o direto do rei de exigir o serviço militar e seu direito de cobrar impostos. Rogério Bigod, 5.º Conde de Norfolk, em sua capacidade como Earl Marshal, se opôs às convocações militares reais em fevereiro de 1297 durante o parlamento. Ele argumentou que a obrigatoriedade militar estendia-se apenas para o serviço junto ao rei; se o rei viajasse para Flandres, ele não poderia enviar seus súditos para a Gasconha. Bigod e Humberto de Bohun, 3.º Conde de Hereford e Condestável da Inglaterra, elaboraram em julho uma série de reclamações que expressaram objeções contra o nível exorbitante de impostos. Eduardo não se deixou abater e pediu outro subsídio. Este foi particularmente provocador já que o rei buscou o consentimento de apenas um grupo pequeno de magnatas, ao invés de representantes das comunidades no parlamento. Enquanto Eduardo estava em Winchelsea se preparando para sua campanha em Flandres, Bigod e Humberto foram para o Tesouro a fim de impedir a coleta dos impostos. A Inglaterra parecia estar à beira de uma guerra civil já que o rei deixou no reino apenas uma pequena força militar. A derrota inglesa para os escoceses na Batalha de Stirling Bridge acabou resolvendo a situação. A nova ameaça contra o país deu a Eduardo e os magnatas uma causa em comum. O rei assinou a Confirmatio Cartarum – uma confirmação da Magna Carta e da Carta da Floresta – e a nobreza concordou em servir com Eduardo em campanha na Escócia.
Mesmo assim os problemas de Eduardo não acabaram. Pelos anos seguintes ele seria cobrado pelas promessas que havia feito, particularmente sobre manter a Carta da Floresta. O rei acabou forçado no parlamento de 1301 a ordenar uma avaliação das florestas reais, porém conseguiu em 1305 uma bula papal que o libertava dessa concessão. No final, a oposição contra Eduardo chegou ao fim pela falta de pessoal. Humberto morreu em 1298 logo depois de voltar da campanha na Escócia. Já Bigod conseguiu chegar a um acordo com o rei em 1302 que era benéfico para ambos: o conde, que não tinha filhos, nomeou Eduardo como seu herdeiro e em troca recebeu uma generosa pensão anual. O rei conseguiu sua vingança contra Winchelsey em 1305, quando Clemente V foi eleito papa. Este era um gascão simpático a Eduardo e acabou por suspender Winchelsey do cargo.

### Retorno à Escócia

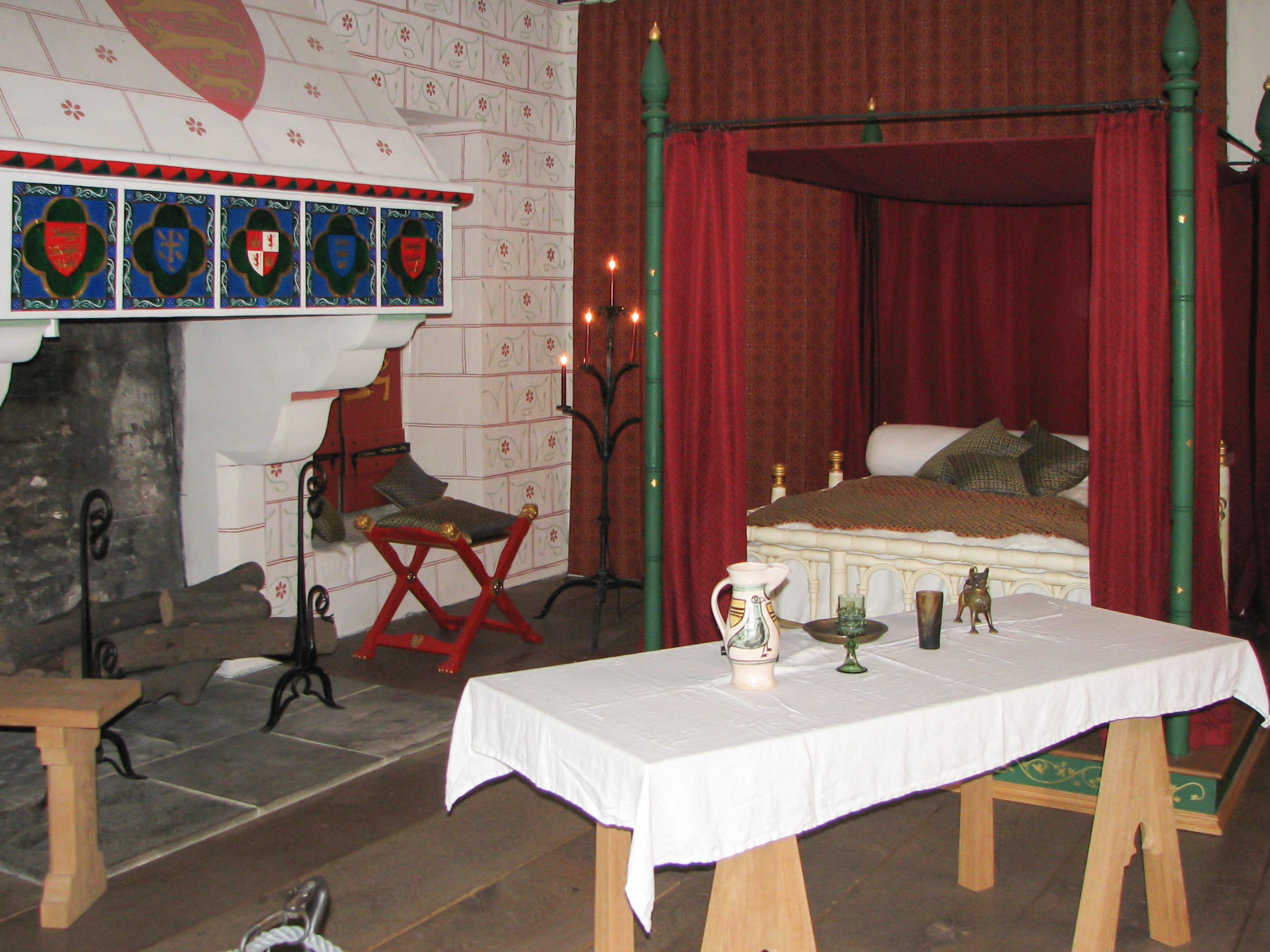
Reconstrução dos aposentos de Eduardo na Torre de Londres.

A situação na Escócia parecia resolvida quando Eduardo deixou o país em 1296, porém a resistência logo surgiu sob a liderança de William Wallace. Uma grande força inglesa liderada por João de Warenne, 6.º Conde de Surrey, e Hugo de Cressingham foi atacada em 11 de setembro de 1297 na Ponte de Stirling por uma força escocesa bem menor comandada por Wallace e André Moray. A derrota criou indignação na Inglaterra e preparações começaram imediatamente para uma campanha de retaliação. Eduardo rapidamente voltou de Flandres e seguiu para o norte. O rei conseguiu derrotar as forças de Wallace em 22 de julho de 1298 na Batalha de Falkirk. Entretanto, Eduardo não conseguiu tirar vantagem do momento e os escoceses conseguiram recapturar o Castelo de Stirling no ano seguinte. O rei fez outras campanhas na Escócia em 1300, quando cercou e capturou o Castelo Caerlaverock, e em 1301, porém os escoceses não o enfrentaram em campo aberto e preferiram atacar os campos ingleses em pequenos grupos.
Os franceses secretamente incitaram os escoceses a apelarem ao papa a fim de fazer valer sua reivindicação de suserania da Escócia sobre os ingleses. A bula papal endereçada a Eduardo nesses termos foi firmemente rejeitada em nome do rei através de uma carta escrita pelos barões em 1301. A Inglaterra conseguiu subjugar a Escócia por outros meios. Um acordo de paz entre a Inglaterra e a França foi alcançado em 1303 e efetivamente quebrou a aliança franco-escocesa. Roberto de Bruce, 7.º Lorde de Annandale e neto do reivindicante ao trono em 1291, aliou-se aos ingleses no inverno de 1301–02. A maioria dos nobres do país também juraram lealdade a Eduardo por volta de 1304, mesmo ano em que a Inglaterra retomou o Castelo de Stirling. Uma grande vitória de propaganda aconteceu em 1305 quando Wallace foi traído por sir João de Menteith e entregue aos ingleses, que o levaram para Londres e o executaram publicamente. Com a Escócia sob seu controle, Eduardo colocou vários ingleses e escoceses colaboradores para governar o país.
A situação mudou novamente em 10 de fevereiro de 1306, quando Roberto matou seu rival João III Comyn, Lorde de Badenoch, e se coroou Rei da Escócia pouco depois em 25 de março. Roberto partiu em uma campanha para restaurar a independência escocesa e tomou os ingleses de surpresa. Eduardo estava com a saúde debilitada na época e incapaz de liderar ele próprio a expedição, dessa forma passando diferentes comandos militares para Aymer de Valence, 2º Conde de Pembroke, e Henrique de Percy, 1.º Barão Percy, enquanto o principal exército real ficou sob a liderança de seu filho Eduardo, Príncipe de Gales. Os ingleses inicialmente tiveram sucesso; Aymer enfrentou Roberto em 19 de junho na Batalha de Methven, forçando o escocês a se esconder e recapturando territórios e castelos perdidos.
Eduardo respondeu com grande brutalidade contra os aliados de Roberto. A irmã deste, Maria, foi deixada presa dentro de uma jaula pendurada do lado de fora do Castelo de Roxburgo durante quatro anos. Isabel MacDuff, Condessa de Buchan e a pessoa que havia coroado Roberto, também ficou presa por quatro anos em uma jaula do lado de fora do Castelo de Berwick. Neil, irmão mais jovem de Roberto, foi executado através de enforcamento, afogamento e esquartejamento; ele tinha sido capturado depois dele e sua guarnição terem repelido forças inglesas que estavam atrás da esposa, filha e irmãs do rei escocês.
Ficou claro que Eduardo considerava o conflito não como uma guerra entre duas nações, mas sim como uma rebelião de súditos desleais. Entretanto, ao invés de intimidar os escoceses, a brutalidade teve o efeito contrário, de aumentar ainda mais o apoio de Roberto.

### Morte
Roberto reapareceu em fevereiro de 1307 e reuniu seus homens, derrotando o exército de Aymer em maio na Batalha de Loudoun Hill. Eduardo também tinha reunido seus homens e seguiu ele mesmo para o norte. Entretanto, ele desenvolveu disenteria no caminho e sua condição deteriorou. O rei acampou no vilarejo de Burgh by Sands em 6 de julho, ao sul da fronteira escocesa. Eduardo morreu nos braços de seus serventes na manhã do dia seguinte quando estes vieram acordá-lo para o desjejum.

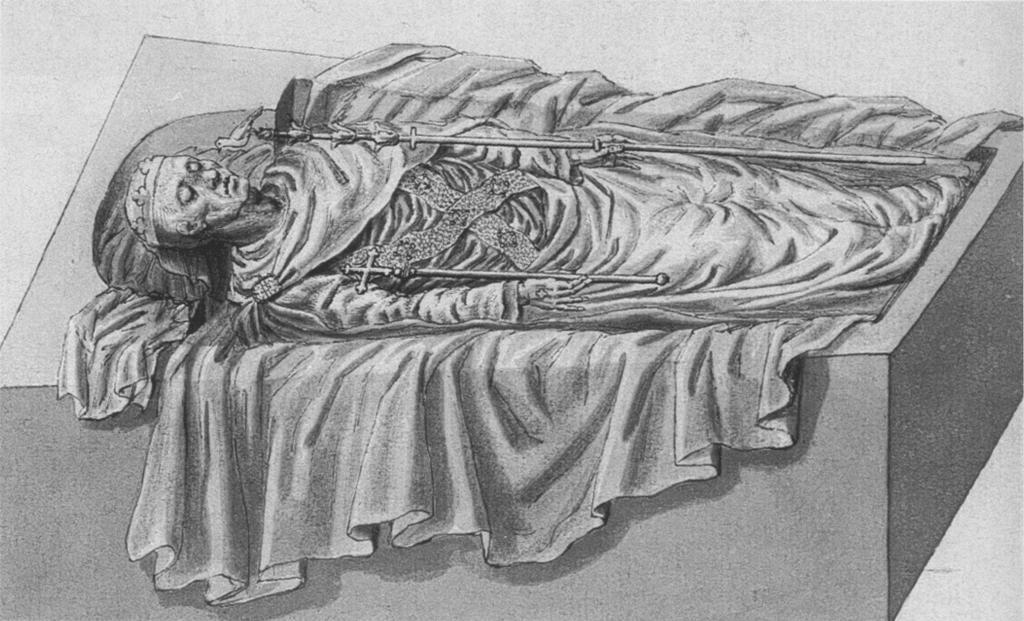
Ilustração da tumba de Eduardo, feita em 1774 quando foi aberta.

Várias histórias surgiram sobre os desejos de Eduardo em seu leito de morte; de acordo com uma tradição, ele pediu que seu coração fosse levado para a Terra Santa junto com um exército para combater os infiéis. Uma história mais duvidosa conta que ele queria que seus ossos fosse carregados para futuras expedições contra os escoceses. Outro relato sobre seu leito de morte é mais crível; de acordo com um crônico, o rei chamou Henrique de Lacy, 3.º Conde de Lincoln; Guido de Beauchamp, 10.º Conde de Warwick; Aymer de Valence e Roberto Clifford, 1.º Barão Clifford, e os encarregou de cuidarem de seu filho Eduardo. Particularmente eles deveriam impedir que Piers Gaveston voltasse para a Inglaterra. Este último desejo foi ignorado por seu filho, com ele trazendo seu favorito do exílio quase imediatamente. O novo rei Eduardo II permaneceu no norte até agosto, abandonando a campanha e indo para o sul. Ele foi coroado em 25 de fevereiro de 1308.
O corpo de Eduardo foi levado de volta para o sul, ficando na Abadia de Waltham até ser enterrado em 27 de outubro na Abadia de Westminster. Existem poucos registros de seu funeral, porém sabe-se que custou 473 libras. Sua tumba foi incomum já que consistia apenas de um sarcófago simples feito de mármore, sem nenhuma efígie, provavelmente pela falta de dinheiro no tesouro real após a morte do rei. Pode ser que o sarcófago fosse normalmente coberto com um rico manto, talvez originalmente cercado por bustos entalhados com imagens religiosas, porém tudo se perdeu. A Sociedade dos Antiquários abriu a tumba em 1774, descobrindo que o corpo estava bem preservado ao longo de 467 anos, aproveitando a oportunidade para determinar a altura de Eduardo. É possível ver até hoje na lateral da tumba traços da inscrição em latim Edwardus Primus Scottorum Malleus hic est, 1308. Pactum Serva ("Aqui está Eduardo I, Martelo dos Escoceses, 1308. Mantenha a Promessa"), fazendo referência a sua promessa de vingança contra Roberto de Bruce. Isso fez com que Eduardo recebesse dos historiadores o epíteto de "Martelo dos Escoceses", que não é de origem contemporânea mas sim adicionado no século XVI pelo abade João Feckenham.

## Historiografia
As primeiras histórias de Eduardo nos séculos XVI e XVII se baseavam principalmente na obra de crônicos contemporâneos e semi-contemporâneos e usaram muito pouco dos registros oficiais do período. Elas se limitavam a comentários gerais sobre sua significância como monarca e repetiam os elogios dos crônicos sobre suas realizações. O advogado sir Edward Coke do século XVII escreveu bastante sobre as legislações de Eduardo, chamando o rei de o "Justiniano Inglês" em homenagem ao renomado legislador bizantino imperador Justiniano I. Mais tarde no mesmo século, historiadores utilizaram os registros disponíveis para comentar o papel do parlamento sob Eduardo, elaborando comparações entre seu reinado e as disputas políticas do século XVII. Historiadores do século seguinte estabeleceram uma imagem do rei como um monarca capaz, mesmo que implacável, condicionado pelas circunstâncias de sua época.
O influente historiador vitoriano bispo William Stubbs por sua vez sugeriu que Eduardo ativamente moldou a história nacional, formando leis e instituições inglesas, e ajudando o país a desenvolver seu parlamento e governo constitucional. Suas qualidades e defeitos como governante foram consideradas emblemáticas do povo inglês como um todo. Thomas Tout, aluno de Stubbs, inicialmente adotou a mesma perspectiva, porém mudou de visão após grandes pesquisas sobre a criadagem real, apoiado por outras pesquisas de contemporâneos sobre o parlamento do período. Tout passou a ver Eduardo como um líder conservador e interesseiro, que usou o sistema parlamentar como "o dispositivo perspicaz de um autocrata, ansioso para usar a massa do povo como um controle de seus adversário hereditários dentre a grande baronagem".
Historiadores dos séculos XX e XXI realizaram extensas pesquisas sobre Eduardo e seu reinado. A maioria concluiu que este foi um período de grande importância na história medieval inglesa, com alguns indo além e descrevendo Eduardo como um dos maiores reis medievais do país, mesmo com a maioria concordando que seus últimos anos no trono foram bem menos sucedidos que suas primeiras décadas. Três grandes narrativas acadêmicas foram produzidas nesse período. Os volumes de Frederick Powicke publicados em 1947 e 1953 formaram as obras padrões sobre Eduardo por várias décadas, sendo amplamente positivas ao elogiar as realizações de seu reinado, particularmente seu foco na justiça e leis. Michael Prestwich produziu em 1988 uma nova biografia do rei, focando-se em sua carreira política e ainda representando-o de maneira simpática, mesmo destacando as consequências de algumas de suas políticas fracassadas. Seguiu-se a biografia de Marc Morris em 2008, elaborando com mais detalhes a personalidade de Eduardo e geralmente sendo mais severo com suas fraquezas e características menos agradáveis.

## Descendência
Eduardo e Leonor tiveram pelo menos catorze filhos, talvez até chegando em dezesseis. Deles, cinco filhas chegaram à idade adulta, porém apenas um dos meninos sobreviveu a Eduardo, o futuro Eduardo II. Afirma-se que Eduardo I temia pelo fracasso do filho em viver às expectativas de um herdeiro da coroa, em determinado momento decidindo exilar o favorito dele Piers Gaveston.
Com Margarida, ele teve dois filhos que ambos viveram até a idade adulta e uma filha que morreu criança. A crônica de Abadia de Hailes indica que João Botetourt pode ter sido um filho ilegítimo de Eduardo, porém a afirmação não tem fundamentos.
| Nome                    | Nascimento             | Morte                    | Notas |
| ----------------------- | ---------------------- | ------------------------ | --- |
| Com Leonor de Castela   |                        |                          | |
| Filha                   | maio de 1255           | 29 de maio de 1255       | Natimorta ou que morreu pouco depois. |
| Catarina                | c. 17 de junho de 1264 | 5 de setembro de 1264    | Enterrada na Abadia de Westminster. |
| Joana                   | c. janeiro de 1265     | c. 7 de setembro de 1265 | Enterrada na Abadia de Westminster. |
| João                    | 13 de julho de 1266    | 3 de agosto de 1271      | Morreu em Wallingford aos cuidados do tio-avô Ricardo, 1.º Conde da Cornualha. Enterrado na Abadia de Westminster.                                  |
| Henrique                | 6 de maio de 1268      | 12 de outubro de 1274    | Enterrado na Abadia de Westminster. |
| Leonor                  | c. 18 de junho de 1269 | 19 de agosto de 1298     | Casou-se com Henrique III, Conde de Bar, com descendência. Enterrada na Abadia de Westminster.                                                      |
| Juliana                 | c. maio de 1271        | 5 de setembro de 1271    | Nasceu e morreu enquanto seus pais estavam em Acre.                                                                                                 |
| Joana                   | 1272                   | 23 de abril de 1307      | Casou-se com Gilberto de Clare, 7.º Conde de Gloucester, com descendência. Casou-se com Raul de Monthermer, 1.º Barão Monthermer, com descendência. |
| Alfonso                 | 24 de novembro de 1273 | 19 de agosto de 1284     | Enterrado na Abadia de Westmisnter. |
| Margarida               | 15 de maio de 1275     | c. 11 de maio de 1333    | Casou-se com João II, Duque de Brabante, com descendência.                                                                                          |
| Berengária              | 1 de maio de 1276      | c. 7 de junho de 1277/78 | Enterrada na Abadia de Westminster. |
| Filha                   | dezembro de 1277       | janeiro de 12778         | Enterrada na Abadia de Westminster. |
| Maria                   | 11/12 de março de 1279 | 29 de maio de 1332       | Freira beneditina em Amesbury. |
| Filho                   | 1280/81                | 1280/81                  | Poucas evidências existentes. |
| Isabel                  | c. 7 de agosto de 1282 | 5 de maio de 1316        | Casou-se com João I, Conde da Holanda, sem descendência. Casou-se com Humberto de Bohun, 4.º Conde de Hereford, com descendência.                   |
| Eduardo II              | 25 de abril de 1284    | 21 de setembro de 1327   | Casou-se com Isabel de França, com descendência. |
| Com Margarida de França |                        |                          | |
| Tomás                   | 1 de junho de 1300     | 4 de agosto de 1338      | Casou-se com Alice Hales, com descendência. Casou-se com Maria Brewes, sem descendência.                                                            |
| Edmundo                 | 1 de agosto de 1301    | 19 de março de 1330      | Casou-se com Margarida Wake, 3.ª Baronesa Wake de Liddell, com descendência.                                                                        |
| Leonor                  | 6 de maio de 1306      | 1310                     | [ 252 ] |